# Federica Mastroianni
Federica Mastroianni (Roma, 14 de abril de 1969) es una actriz de cine italiana.

## Biografía
Federica es sobrina del reconocido actor Marcello Mastroianni y prima de Barbara y Chiara Mastroianni. Inició su carrera en el cine en 1983 con un papel en el filme State buoni se potete de Luigi Magni, actuación que valió un Premio David de Donatello en la categoría de mejor actriz revelación. En 1985 interpretó el papel de Sophie en la película Phenomena de Dario Argento, y realizó papeles menores hasta mediados de la década de 1990, cuando decidió dedicarse a estudiar arquitectura.

## Filmografía
- State buoni se potete, dirigida por Luigi Magni (1983)
- Phenomena,dirigida por Darío Argento (1985)
- Blek el gigante, dirigida por Giuseppe Piccioni (1987)
- Ombre d'amore,dirigida por Alessandro Ninchi (1990)
- Stelle di cartone,dirigida por Francesco Anzalone (1993)
- Il cielo è sempre più blu, dirigida por Antonello Grimaldi (1996)

## Premios y reconocimientos
- 1983 - Premio David de Donatello a mejor actriz revelación[6]